# (37102) 2000 UW98
2000 UW98 (asteroide 37102) é um asteroide da cintura principal. Possui uma excentricidade de 0.20759340 e uma inclinação de 5.22886º.
Este asteroide foi descoberto no dia 25 de outubro de 2000 por LINEAR em Socorro.